# Martha Levisman
Martha Levisman (N. Buenos Aires, 1933), és una arquitecta argentina.

## Trajectòria
Es va graduar en la Facultat d'Arquitectura, Disseny i Urbanisme (Universitat de Buenos Aires) en 1958.
La seva formació ha estat continuada especialment en dos temes. El primer la rehabilitació,  estudiant en 1987 en el Paul Getty Conservation Institute i en l'Institut de Conservació i Restauració en Churubusco, Mèxic, on es va dedicar a l'estudi d'antecedents per a la realització del Taller de Restauració de la Pintura Colonial Argentina. I en 1995 va obtenir una Beca de la Fundació Torxes, per estudiar en la Scuola di Restauro de la Università La Sapienza a Roma. I el seu segon tema ha estat l'arxivística, estudiant en Universitat de Colúmbia, per proposar en 1990 un model per realitzar un Arxiu de plànols de la Ciutat de Buenos Aires. Aquests estudis la portaran a participar en conferències internacionals del ICAM, International Confederation of Architectural Museums, en diferents ciutats: Nova York en 1996, Edimburg en 1998, Rio de Janeiro 2000, Viena 2002, Venècia 2004 i París 2006.
En els anys setanta va entaular amistat amb l'arquitecte Alejandro Bustillo (1889-1982), qui li va llegar en vida el seu arxiu, a partir del qual Martha Levisman va realitzar una primera exposició en 1982 Alejandro Bustillo, Arquitecte. Est va ser el primer arxiu que va donar lloc a ARCA i sobre el qual ha seguit treballant, escrivint articles, organitzant exposicions i catàlegs d'aquestes, a més de publicar dos llibres sobre la seva obra.
És autora dels tres edificis de la Fundació Torxes a Buenos Aires. Va realitzar el diagnòstic, proposta de refuncionalización, pressupost i estudi d'equipament de la Biblioteca Nacional de la República Argentina a Buenos Aires per a la seva terminació i engegada.
En 1989 va organitzar l'exposició en la FADU Homenatge a Le Corbusier, 60 anys després, en la qual van col·laborar entre altres Jorge Francisco Liernur, Anahí Ballent i Pablo Pschepiurca.
Va ser Directora del Centre ARQUEJA (Associació Civil per a l'Arxiu d'Arquitectura Contemporània Argentina) entre 1998 i 2002.
La seva exposició més recent ha estat Disseny Argentí d'Autor: Cadires, que recollia les cadires dissenyades i produïdes a Argentina entre 1932 i 1955, exposada en Fundació PROA en 2013. Relacionada amb aquesta cerca dels orígens del disseny industrial modern a Argentina, està preparant un llibre que recull les històries dels estudis, grups i empreses que van marcar el disseny modern del país.

## Publicacions
- Levisman, Martha. Bustillo. Un Proyecto de "Arquitectura Nacional".  ARCA, 2007. ISBN 978-987-23901-1-2. Levisman, Martha. Bustillo. Un Proyecto de "Arquitectura Nacional".  ARCA, 2007. ISBN 978-987-23901-1-2.[9][10]
- Levisman, Martha. Bustillo en Patagonia.  ARCA, 2010. ISBN 9789872619404. Levisman, Martha. Bustillo en Patagonia.  ARCA, 2010. ISBN 9789872619404.[11]